# Guerre des drones
La guerre des drones ou guerre par drones est une forme de guerre aérienne utilisant des véhicules aériens de combat sans pilote ou des véhicules aériens sans pilote commerciaux armés. Les États-Unis, le Royaume-Uni, Israël, la Chine, la Corée du Sud, l'Iran — dès la guerre Iran-Irak —, l'Italie, la France, l'Inde, le Pakistan, la Russie, la Turquie et la Pologne, sont connus pour avoir fabriqué des UCAV opérationnels à partir de 2019. Depuis 2022, l’entreprise ukrainienne Ukroboronprom et le groupe Aerorozvidka ont construit des drones capables d'être utilisés au combat.
Les attaques de drones peuvent être menées par des drones commerciaux larguant des bombes, tirant un missile ou s’écrasant sur une cible. Au début du XXIe siècle, la plupart des frappes de drones ont été menées par l'armée américaine dans des pays comme l'Afghanistan, le Pakistan, la Syrie, l'Irak, la Somalie, le Yémen et la Libye à l'aide de missiles air-sol. Mais les drones de combat sont de plus en plus déployés par la Russie, l'Ukraine, la Turquie, l'Azerbaïdjan, le Nigeria et d'autres États ainsi que par des groupes militants tels que les Houthis. Les frappes de drones sont utilisées pour des assassinats dans plusieurs pays,.

## États-Unis

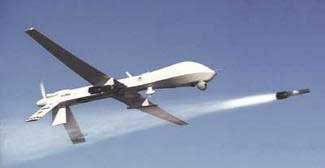
Un drone Predator tirant un missile Hellfire.

Les estimations du nombre total de personnes tuées lors des frappes de drones américains au Pakistan vont de 2 000 à 3 500 militants tués et de 158 à 965 civils tués en date de 2015,. 81 chefs insurgés au Pakistan ont été tués. On estime que les frappes de drones au Yémen ont tué entre 846 et 1 758 militants et entre 116 et 225 civils,. Il est confirmé, en 2018, que 57 dirigeants d'Al-Qaïda dans la péninsule arabique ont été tués.
En août 2018, Al Jazeera rapporte qu'une coalition dirigée par l'Arabie Saoudite combattant les rebelles Houthis au Yémen avait conclu des accords secrets avec al-Qaïda au Yémen et recruté des centaines de combattants de ce groupe : « Des personnalités clés dans les négociations ont déclaré que les États-Unis étaient au courant des arrangements et avaient retardé les attaques de drones contre le groupe armé créé par Oussama ben Laden en 1988. »,,.
Après que le président américain Donald Trump a considérablement augmenté les frappes de drones de plus de 400 % et limité la surveillance civile,, son successeur Joe Biden change de cap. Sous Biden, les frappes de drones auraient atteint leur plus bas niveau depuis 20 ans et auraient été significativement limitées,,,. Cependant, une frappe de drone de l'administration Biden à Kaboul, en Afghanistan, en août 2021, a tué 10 civils, dont sept enfants. Toujours sous l'administration Biden, une frappe de drone a tué le chef d'Al-Qaïda Ayman al-Zawahiri.

### Effets
Les avis des chercheurs sont mitigés quant à l’efficacité des frappes de drones. Certaines études soutiennent que les frappes de décapitation visant à tuer les dirigeants d'un groupe terroriste ou insurgé limitent les capacités de ces groupes à l'avenir, tandis que d'autres études réfutent cette hypothèse. Les frappes de drones réussissent à réprimer les comportements militants, même si cette réponse est une anticipation d’une frappe de drone plutôt que le résultat d’une telle frappe. Les données provenant des efforts antiterroristes conjoints des États-Unis et du Pakistan montrent que les militants cessent de communiquer et de planifier des attaques pour éviter d'être détectés et ciblés.
Les partisans des frappes de drones affirment que ces frappes sont largement efficaces pour cibler des combattants spécifiques. Certains chercheurs affirment que les frappes de drones réduisent le nombre de victimes civiles et de dégâts territoriaux par rapport à d’autres types de forces militaires comme les grosses bombes. Les autres options militaires autres que les frappes de drones, telles que les raids et les interrogatoires, peuvent être extrêmement risquées, longues et potentiellement inefficaces. S’appuyer sur des frappes de drones n’est pas sans risque, car l’utilisation de drones américains crée un précédent international en matière d’exécutions extraterritoriales et extrajudiciaires.

## Frappes de drones de l'État islamique

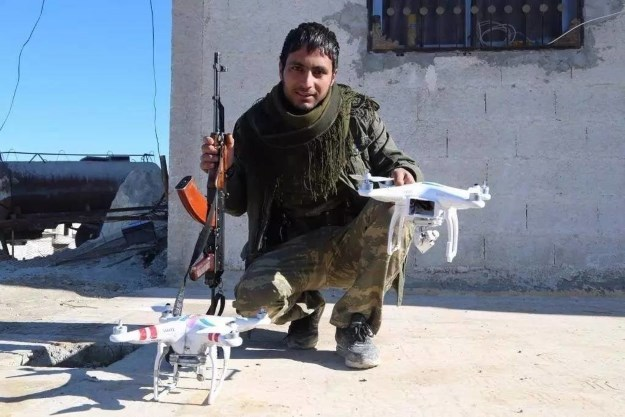
Armement des drones de vidéographie commerciale DJI Phantom par l’État Islamique vers 2016, début 2017.

De petits drones et quadricoptères ont été utilisés pour des frappes menées par l'État islamique en Irak et en Syrie. Un groupe de personnes a utilisé des drones pour larguer des munitions sur les forces ennemies. Ils ont réussi à échapper aux forces de défense terrestres.
Lors de la bataille de Mossoul, l'État islamique a pu tuer ou blesser des dizaines de soldats irakiens en larguant des explosifs légers ou des grenades de 40 millimètres depuis de nombreux drones attaquant en même temps. Des frappes de drones ont également été utilisées pour détruire du matériel militaire. Des images de drones diffusées par l'État islamique montraient des bombes larguées sur une installation de munitions située à Deir ez-Zor, en Syrie, une zone de contrôle contestée entre Daech et le gouvernement syrien à l'époque.
En 2017, le directeur du FBI, Christopher Wray, a déclaré lors d'une audience au Sénat : « Nous savons que les organisations terroristes ont intérêt à utiliser des drones. Nous avons déjà constaté cela à l’étranger, à une certaine fréquence. Je pense que l'on s'attend à ce que cela arrive ici, de manière imminente. » 
L'expert en drones Brett Velicovich a évoqué les dangers de l'utilisation par l'État islamique de drones commerciaux pour attaquer des cibles civiles, affirmant dans une interview pour Fox News que ce n'était qu'une question de temps avant que les extrémistes de l'État islamique n'utilisent des drones pour frapper des cibles civiles ou sophistiqué.
Le taux de réussite global des frappes de drones utilisées par l’État islamique n’est pas clair. L’État islamique a peut-être utilisé des drones pour collecter des images à des fins de propagande plutôt que dans un objectif militaire.

## Prolifération dans les années 2020
Le 6 janvier 2018, les forces russes déjouent une attaque en masse de drones contre la base aérienne de Hmeimim, la première de ce type dans l'histoire de la guerre.
En 2020, un drone de fabrication turque chargé d'explosifs a attaqué les forces de Haftar en Libye à l'aide de l'intelligence artificielle et sans commandement, selon un rapport du Groupe d'experts du Conseil de sécurité de l'ONU sur la Libye publié en mars 2021. Cela a été considéré comme la première attaque menée par un drone utilisant l'intelligence artificielle,,.
The Economist a cité l'utilisation très efficace de drones par l'Azerbaïdjan lors de la guerre du Haut-Karabakh en 2020 et l'utilisation de drones par la Turquie pendant la guerre civile syrienne comme signe d'une utilisation accrue des drones dans les prochaines guerres. Notant qu'on avait précédemment supposé que les drones ne joueraient pas un rôle majeur dans les conflits entre nations en raison de leur vulnérabilité aux tirs anti-aériens, il a suggéré que si cela pouvait être vrai pour les grandes puissances dotées de défenses aériennes, cela l'était moins pour les petites puissances. Il note que les tactiques azerbaïdjanaises et l'utilisation de drones par la Turquie indiquent un « nouveau type de puissance aérienne plus abordable ». Il a également noté que la capacité des drones à enregistrer leurs victimes avait permis une campagne de propagande azerbaïdjanaise très efficace.
Dans ses campagnes contre les bandits (en) et les activités djihadistes dans le nord du Nigeria, les drones ont été largement utilisés par les forces armées du Nigeria. Elles disposent d'engins chinois et turc. Une erreur de cible a provoqué la mort d'au moins 88 civils lors de la frappe de drone sur Tudun Biri le 3 décembre 2023.
Depuis l’invasion russe de l’Ukraine en 2022, environ 30 entreprises ukrainiennes ont vu le jour pour produire en masse des drones destinés à l’effort de guerre. Le ministère de la Transformation numérique du gouvernement ukrainien a lancé le projet « Armée de drones » et tente d'acheter jusqu'à 200 000 drones en 2023, dans le but de déployer des drones relativement bon marché pour contrer la Russie. En 2023, ils ont également sponsorisé plusieurs compétitions où les « dizaines de développeurs de drones qui ont surgi dans toute l'Ukraine » sont invités à réaliser des simulations d'attaques sur des cibles au sol, ou à poursuivre des drones à voilure fixe, ou encore à participer à des compétitions de combats aériens de drones. Des moyens de lutte anti-drone ont également été développés.

### Drones commerciaux
Les drones commerciaux peuvent être équipés d'armes telles que des bombes guidées, des bombes à fragmentation, des dispositifs incendiaires, des missiles air-sol, des missiles air-air, des missiles guidés antichars ou d'autres types de munitions à guidage de précision, des canons automatiques et des mitrailleuses. Les attaques de drones peuvent être menées par des drones commerciaux larguant des bombes, tirant un missile ou s’écrasant sur une cible. Les véhicules aériens sans pilote (UAV) commerciaux peuvent être transformés en armes en étant chargés d'explosifs, puis en s'écrasant sur des cibles vulnérables ou en explosant au-dessus d'elles . Ils peuvent mener des bombardements aériens en larguant des grenades à main, des obus de mortier ou d'autres munitions explosives improvisées directement au-dessus des cibles. Les charges utiles peuvent inclure des explosifs, des éclats d'obus, des armes chimiques, radiologiques ou biologiques. Plusieurs drones peuvent attaquer simultanément dans un essaim de drones. Les drones ont été largement utilisés par les deux camps pour la reconnaissance et le repérage d'artillerie pendant la guerre russo-ukrainienne.
Des systèmes anti-drones sont développés par les États pour contrer la menace. Cela s’avère cependant difficile. Selon James Rogers, un universitaire qui étudie la guerre des drones, «  Il y a actuellement un grand débat sur la meilleure façon de contrer ces petits drones, qu'ils soient utilisés par des amateurs causant un peu de nuisance ou de manière plus sinistre de la part d'un acteur terroriste. ».

### Guerre des drones en Azerbaïdjan

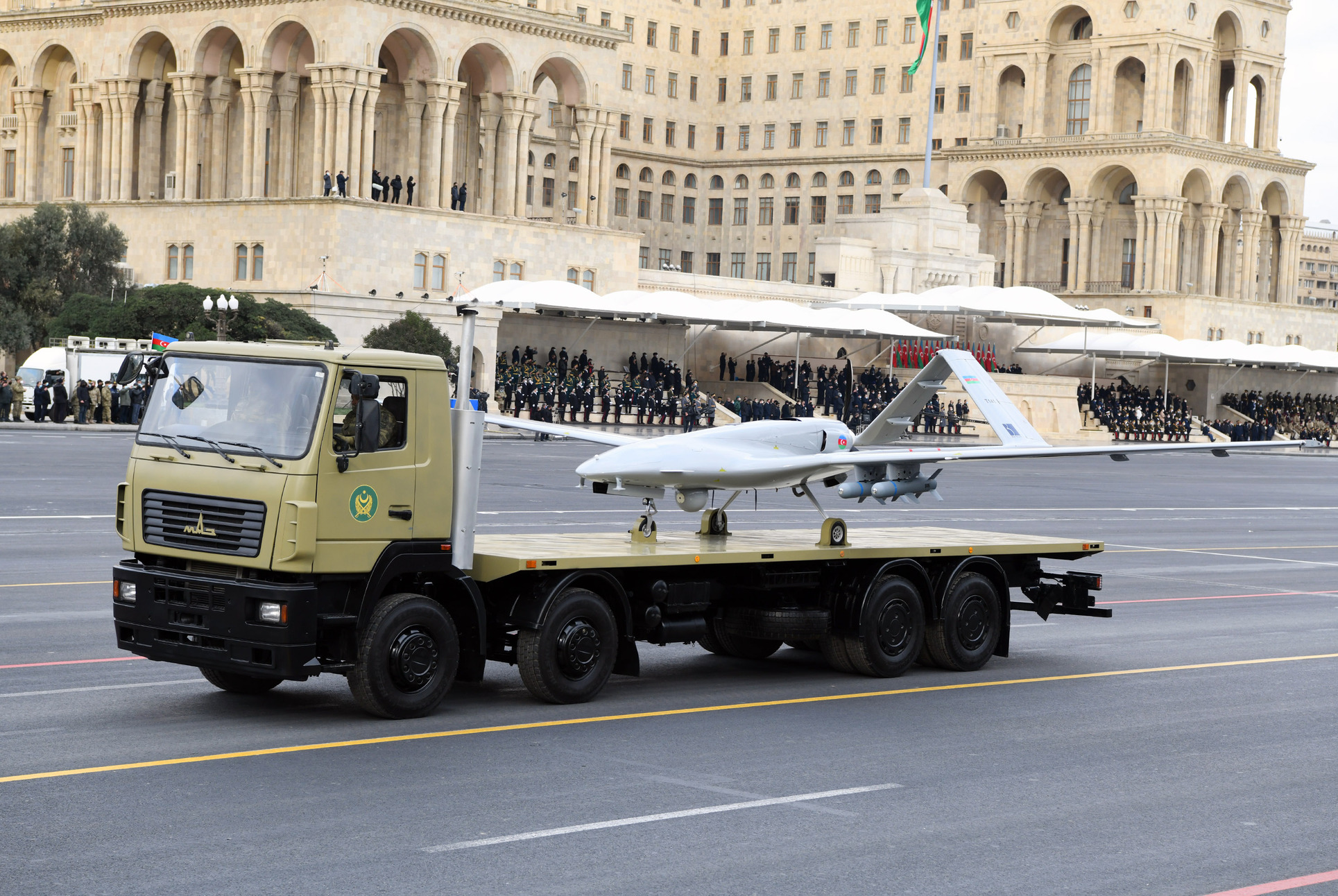
Le drone turc Bayraktar TB2 au défilé de la victoire de Bakou de 2020 en Azerbaïdjan.

Pendant le conflit du Haut-Karabakh en 2020, les drones de combat ont été largement utilisés par l'armée azerbaïdjanaise contre l'armée arménienne. Ces drones comprenaient des IAI Harops israéliens et des Bayraktar TB2 turcs. Comme le Bayraktar TB2 utilise des systèmes optiques et de ciblage laser canadiens, le Canada a suspendu en octobre 2020 l'exportation de sa technologie de drone militaire vers la Turquie après des allégations selon lesquelles cette technologie avait été utilisée pour recueillir des renseignements et diriger des tirs d'artillerie et de missiles sur des positions militaires. Après l'incident, Aselsan a déclaré qu'elle commencerait la production en série et l'intégration du système CATS pour remplacer le MX15B canadien.

### Invasion russe de l'Ukraine

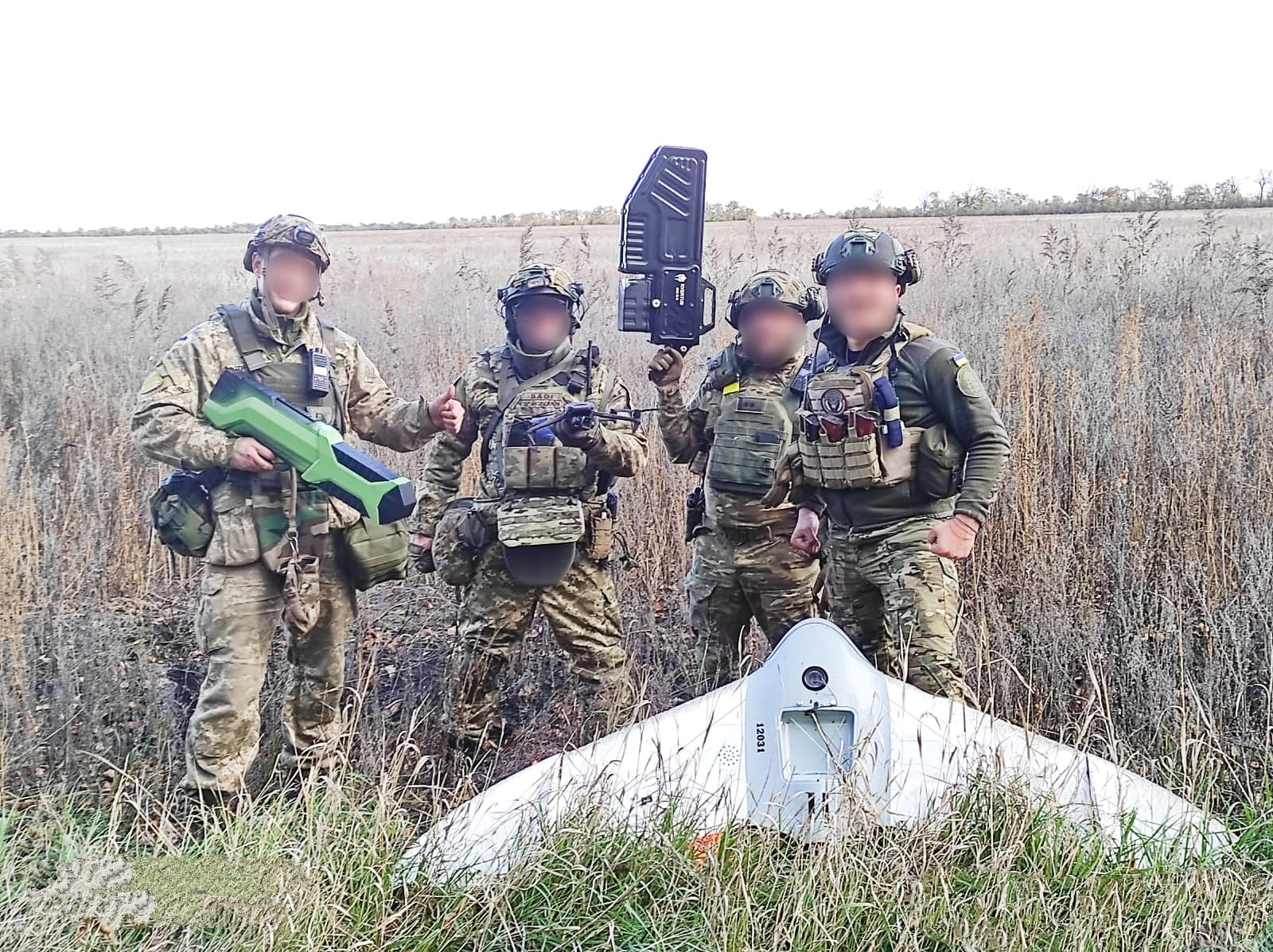
Des militaires ukrainiens avec des fusils antidrones brouillant les communications devant un petit drone de reconnaissance russe en 2022.

Lors de l’invasion russe de l’Ukraine en 2022, les deux camps ont utilisé des drones au combat et à des fins de reconnaissance, et les drones ont joué un rôle important dans les offensives. Les forces ukrainiennes ont largement utilisé le drone Bayraktar TB2 de fabrication turque au début du conflit pour frapper les forces russes. Les forces russes ont quant à elles lancé des vagues de drones iraniens HESA Shahed 136 lors des frappes de missiles de 2022 sur l'Ukraine. Les rôles principaux des drones dans la guerre sont cependant la reconnaissance et le repérage de l'artillerie. Des sources russes affirment avoir utilisé un « fusil anti-drone Stupor » pour brouiller les commandes radio des drones ukrainiens.
Le 13 octobre 2022, le premier cas enregistré d’affrontement entre deux drones non armé s’est produit au-dessus de la région de Donetsk en Ukraine. Un quadricoptère ukrainien DJI Mavic a été enregistré en train d'éperonner un drone russe du même modèle, ce qui a entraîné l'écrasement de ce dernier,,. Le 9 mai 2023, un conscrit russe s’est rendu en suivant un drone ukrainien. 
Les drones sont aussi utilisés pour les bombardements. Le drone HESA Shahed 136 moyen vaut environ 20 000 dollars. En comparaison, un missile IRIS-T vaut environ 430 000 dollars. Du 13 septembre au 17 octobre, des informations de source ouverte suggèrent que l'Ukraine a dû dépenser 28,14 millions de dollars pour se défendre contre ces drones,.

### 2024 La plus grande attaque de drone de l'histoire
Au 14 avril 2024, la plus grande attaque de drones de l'histoire au monde a eu lieu au milieu du conflit provoqué par les développements de la guerre israélienne contre Gaza, avec une attaque massive et simultanée de plus de 185 drones iraniens en moins de quelques heures contre des cibles à travers Israël. Cette attaque a été menée en réponse au bombardement du bâtiment consulaire iranien à Damas (qui s'est produit quelques jours auparavant du côté israélien).

## Frappes de drones notables
- Attaque d'Abqaïq et de Khurais en 2019.
- Assassinat de Qassem Soleimani en 2020.
- Frappes aériennes pakistanaises de 2022 en Afghanistan.
- Attaque de drone de 2023 contre le Kremlin de Moscou.
- Frappe de drone sur Tudun Biri en 2023.
- Assassinat de Mushtaq Talib al-Saïdi en 2024.
- Opération Toile d'araignée, offensive ukrainienne contre les forces aériennes russes en 2025.

### Frappes utilisant desmunitions rôdeuses
- Attaques de drones en essaim sur la base aérienne de Khmeimim
- Attaque de drone à Caracas en 2018, prétendument par des drones commerciaux armés, alors que Nicolas Maduro, le président du Venezuela, s'adresse à la Garde nationale bolivarienne
- Frappes russes de 2022–2023 contre les infrastructures ukrainiennes
- Attaque de drones contre l'académie militaire de Homs